# Strzelewo (gromada)
Strzelewo – dawna gromada, czyli najmniejsza jednostka podziału terytorialnego Polskiej Rzeczypospolitej Ludowej w latach 1954–1972.
Gromady, z gromadzkimi radami narodowymi (GRN) jako organami władzy najniższego stopnia na wsi, funkcjonowały od reformy reorganizującej administrację wiejską przeprowadzonej jesienią 1954 do momentu ich zniesienia z dniem 1 stycznia 1973, tym samym wypierając organizację gminną w latach 1954–1972.
Gromadę Strzelewo z siedzibą GRN w Strzelewie utworzono – jako jedną z 8759 gromad na obszarze Polski – w powiecie nowogardzkim w woj. szczecińskim na mocy uchwały nr V/48/54 WRN w Szczecinie z dnia 5 października 1954. W skład jednostki weszły obszary dotychczasowych gromad Czermnica, Strzelewo i Świerczewo ze zniesionej gminy Strzelewo w tymże powiecie. Dla gromady ustalono 9 członków gromadzkiej rady narodowej.
1 stycznia 1962 do gromady Strzelewo włączono miejscowości Węgorza i Kościuszki ze zniesionej gromady Węgorza oraz miejscowości Karsk, Warnkowo i Plewniak ze zniesionej gromady Karsk w tymże powiecie.
1 stycznia 1972 z gromady Strzelewo wyłączono tereny o powierzchni 1,00 ha (wraz z miejscowością Plewniak), włączając je do miasta Nowogard w tymże powiecie; do gromady Strzelewo włączono natomiast obszar oddziału leśnego nr 52/2 Nadleśnictwa Nowogard o powierzchni 9,51 ha z miasta Nowogardu.
Gromada przetrwała do końca 1972 roku, czyli do kolejnej reformy gminnej.